# Ach Gott, wie manches Herzeleid BWV 3
Ach Gott, wie manches Herzeleid (in tedesco, "Oh Dio, quanta angoscia") BWV 3 è una cantata di Johann Sebastian Bach.

## Storia
La cantata venne composta a Lipsia alla fine del 1724 per la seconda domenica dopo l'Epifania dell'anno successivo, che nel 1725 cadde il 14 gennaio, giorno della prima esecuzione.
Le letture previste per la giornata erano Romani 12: 6-16 e Giovanni 2: 1-11. Il testo della cantata comprende le parole dell'inno omonimo pubblicato da Martin Moller nel 1587, che appare nei movimenti 1, 2 e 6. L'autore del testo dei movimenti da 3 a 5 è sconosciuto.

## Struttura
La cantata è composta per soprano solista, tenore solista, contralto solista, basso solista, coro, corno, trombone, oboe d'amore I e II, violino I e II, viola e basso continuo e si suddivide in sei movimenti:
1. Coro: Ach Gott, wie manches Herzeleid, per coro e orchestra.
2. Recitativo: Wie schwerlich lässt sich Fleisch und Blut, per solisti e continuo.
3. Aria: Empfind ich Höllenangst und Pein, per basso e continuo.
4. Recitativo: Es mag mir Leib und Geist verschmachten, per tenore e continuo.
5. Aria: Wenn Sorgen auf mich dringen, per soprani e contralti, oboi d'amore, violino e continuo.
6. Corale: Erhalt mein Herz im Glauben rein, per tutti.